# Royère-de-Vassivière
Royère-de-Vassivière település Franciaországban, Creuse megyében. Lakosainak száma 572 fő (2022. január 1.). Royère-de-Vassivière Beaumont-du-Lac, Faux-la-Montagne, Gentioux-Pigerolles, Le Monteil-au-Vicomte, Saint-Marc-à-Loubaud, Saint-Martin-Château, Saint-Pardoux-Morterolles, Saint-Pierre-Bellevue, Saint-Yrieix-la-Montagne és Peyrat-le-Château községekkel határos.

## Népesség
A település népessége az elmúlt években az alábbi módon változott:
| Lakosok száma | 771  | 782  | 670  | 576  | 609  | 569  | 575  | 577  | 578  | 572  |
|               | 1968 | 1982 | 1990 | 2006 | 2013 | 2015 | 2017 | 2019 | 2020 | 2022 |